# Przezdzieccy herbu Roch III

Herb Roch III (Pierzchała)

Przezdzieccy, Przeździeccy – polski ród szlachecki, herbu Roch III. Posiadali tytuł hrabiowski, który otrzymał 24 grudnia 1843 roku Konstanty Przeździecki. Ród był spokrewniony między innymi z Tyzenhauzami, Sapiehami, Plater-Zyberk, Ogińskimi, Radziwiłłami. W 1997 roku Przeździeccy odzyskali pałac w Policznie. Istnieje też ród Przeździeckich herbu Prus.

## Mauzoleum Przezdzieckich
Przy kościele pw św. Piotra i Pawła w Warszawie na dawnym cmentarzu świętokrzyskim Maria hrabina Przeździecka wzniosła w latach 1886-1887 neogotyckie mauzoleum Przeździeckich projektu architekta z Tyrolu, Jerzego Wernera. Pochowany tam został jej mąż Aleksander Narcyz Przeździecki, ona sama, Stefan Józef Leon Przezdziecki. Budynek został ciężko uszkodzony podczas oblężenia Warszawy w 1939 roku. Po wojnie wypaloną kaplicę rozebrano. Materiał z rozbiórki przeniesiono na cmentarz Bródnowski i wybudowano z niego w latach 1957-60 według projektu Stanisława Marzyńskiego kościół Matki Boskiej Częstochowskiej (parafia św. Wincentego a Paulo w Warszawie).

## Biblioteka Przeździeckich
W 1842 roku Aleksander Przeździecki założył w Czarnym Ostrowie na Podolu bibliotekę. Była to jedna z trzech przedwojennych bibliotek ordynackich.

## Członkowie rodu
- Mikołaj Władysław Przezdziecki (1620-1683), kasztelan nowogrodzki
- Aleksander Przeździecki (ok. 1665-1733/34), kasztelan inflancki
- Antoni Tadeusz Przezdziecki (ur. 1718 – zm. 28 marca 1772), podkanclerzy litewski od 1764, referendarz wielki litewski od 1752, podczaszy wielki litewski od 1750, pisarz wielki litewski od 1739
- Michał Przezdziecki (ur. 1 maja 1747 roku – zm. w 1799), poseł z województwa podolskiego na Sejm Czteroletni 1790-1792, starosta piński w 1772 roku, starosta błudeński i wójt miński
- Helena z Przezdzieckich Radziwiłłowa (ur. 6 stycznia 1753, zm. 1 kwietnia 1821), wojewodzina wileńska
- Karol Dominik Przeździecki (1782–1832), pułkownik wojska polskiego
- Konstanty Przeździecki (1782-1856), marszałek szlachty guberni podolskiej, tajny radca stanu
- Aleksander Narcyz Przezdziecki (ur. 29 lipca 1814, zm. 26 grudnia 1871), czołowy mediewista warszawski okresu międzypowstaniowego, wydawca źródeł historycznych
- Konstanty Leon Michał Przeździecki (1846-1897), krypt. K. P., ziemianin, amator i mecenas sztuk i nauk, założyciel Pogotowia Ratunkowego w Warszawie[1].
- Jan Aleksander Stanisław hr. Przezdziecki (1877-1944), ostatni właściciel majątków Rakiszki i Abele
- Stefan Józef Leon Przezdziecki (1879-1932), dyrektor Gabinetu Ministra i Protokołu Dyplomatycznego
- Konstanty Gabriel Kazimierz Przezdziecki (1879-1966), pułkownik kawalerii, właściciel dóbr Woropajewo
- Rajnold Przezdziecki (1884-1955), dyplomata, historyk, ostatni właściciel pałacu przy ul. Foksal w Warszawie i pałacu w Postawach
- Antoni Józef Przeździecki (1906-1945), ostatni właściciel dóbr Policzna, zamordowany przez NKWD w ZSRR w Zagłębiu Donbas

## Pałace
- Pałac w Falentach
- Pałac w Warszawie
- Pałac Marii Przeździeckiej w Warszawie
- Pałac w Mińsku
- Pałac w Policznej
- Pałac w Postawach
- Pałac w Czarnym Ostrowie (nie istnieje)
- Pałacyk w Woropajewie (nie istnieje)
- Pałac w Zasławiu (nie istnieje)